# The Leek Vol.5
The Leek Vol.5 è il ventisettesimo mixtape del rapper statunitense Chief Keef, pubblicato il 23 marzo 2018 dalle etichette discografiche Glo Gang e RBC Records.

## Tracce
1. She A Freak – 2:31
2. Can't Wait – 3:10
3. New Trap – 2:41
4. Office – 3:18
5. Cocky – 3:06
6. Rounds – 3:16
7. Traumatized – 2:35
8. Mac 10 – 3:17
9. Almoney – 3:28
10. Excited – 3:12
11. Pardon Em – 4:35
12. Espn – 4:01
13. Action – 3:42
14. Nemo – 2:27
15. Ya Know – 1:52
16. Freak – 3:58
17. Flexin – 4:40